# Люпка Джундева
Люпка Арсова-Джундева (мак. Љупка Арсова-Џундева; 11 липня 1934 — 7 грудня 2018) — македонська актриса кіно і театру.

## Біографія
Джундева народилася в Скоп'є, Македонія. Закінчила Державну театральну школу і стала членом Македонського національного театру в 1951 році, де працювала до виходу на пенсію в 1990 році. Вона також успішно реалізувала монодраму. У 1983 р. Вона була нагороджена премією міста Скоп'є «13 листопада» в галузі культури та мистецтва, а потім нагородою за художні досягнення, присудженою Югославським радіотелебаченням, «Оздобленням праці срібним вінком».

## Фільмографія
- 1961: Тихе літо (головна роль)
- 1967: Македонське криваве весілля[en](допоміжна роль)
- 1980: Провідна бригада (допоміжна роль)
- 1997: Циганська магія[en] (допоміжна роль)
- 1999: Життя, час (головна роль)